# Utopenec

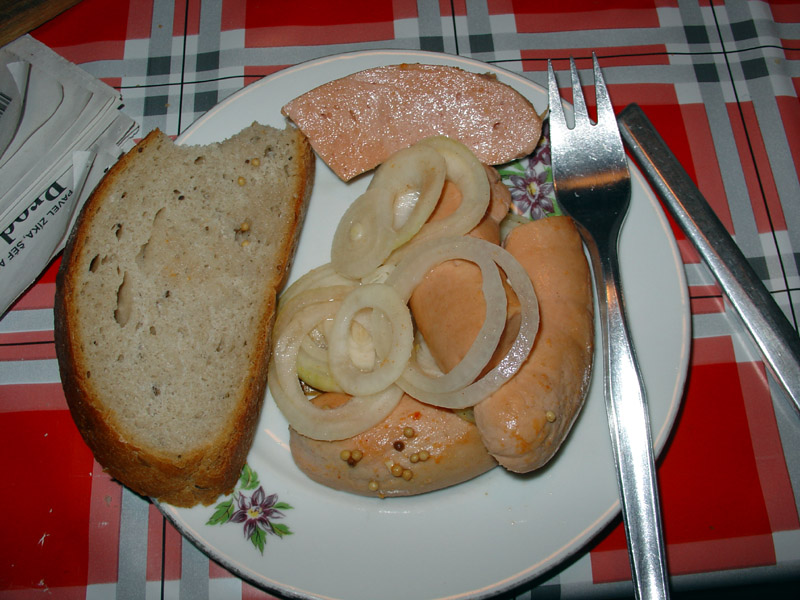
Utopenci na talíři

Utopenec (v množném čísle se vyskytuje životná podoba utopenci častěji než neživotná utopence, v jednotném zásadně životná: „měl jsem jednoho utopence“) je oblíbený český pokrm studené kuchyně, často podávaný v hostincích k pivu: špekáčky/buřty s cibulí ve sladkokyselém nálevu.
Špekáčky jsou oloupané a po délce naříznuté nebo rozkrojené na menší části, cibule nakrájená na plátky. Nálev se vaří z vody, octa, soli, cukru a koření (pepř, nové koření). Po vystydnutí se jím zalijí špekáčky s cibulí, napěchované nejčastěji do pětilitrové zavařovací láhve, a nechají stát minimálně týden, lépe dva, v chladu. Podává se s chlebem.
Základní recept má řadu variací: V některých verzích se dává i jiná zelenina (pálivá paprika, okurky, zelí), další dochucovadla do nálevu (hořčice, kečup, worcesterová či sójová omáčka), existují i „rychlí utopenci“ se zkrácenou dobou naložení. Kvalitu výrobku ovlivňuje i kvalita použitého špekáčku, popř. jeho náhražek, jako je opékáček, buřt a jiné napodobeniny špekáčku, které se skládají z náhražek. 
V době kolem vstupu České republiky do EU se v médiích objevovaly zprávy, že její hygienické předpisy určující rychlost spotřeby připravených jídel v hostincích znemožní mj. prodej utopenců, byly však z oficiálních míst popřeny.[zdroj?]
Vynálezcem utopenců je zřejmě hospodský a mlynář Šamánek původem snad z Berounska. Původ názvu utopenec není zcela jasný. Název „utopenec“ údajně vznikl kvůli Šamánkově utonutí při opravě mlýnského kola a nebo kvůli „utopeným“ buřtům.
V současné době[kdy?] se některé z výrobků, které jsou deklarované jako utopenci, nevyrábějí ze špekáčků, jež musí splňovat kvalitativní požadavky dle vyhlášky č. 326/2001 Sb., ale z jejich napodobenin, jako jsou různé opékáčky, buřty, špekouny apod. Ovšem neexistuje žádná norma či vyhláška nařizující, že utopenec musí být ze špekáčků.[zdroj?]